# طعانة
طعانة قرية سوريّة تتبع إداريّاً لمحافظة حلب منطقة أعزاز ناحية أخترين، بلغ تعداد سكانها 1,062 نسمة حسب التعداد السكاني لعام 2004.